# Zaba Bangala
Zaba Bangala (* 13. November 2001 in Schweden) ist ein schwedischer Basketballspieler.

## Werdegang
Bangala kam in Schweden als Sohn von aus dem Kongo stammenden Eltern zur Welt. Er spielte als Jugendlicher in Stockholm für KFUM Fryshuset und in Nacka für Skuru IK, ehe er in die Vereinigten Staaten ging. Bangala war 2017/18 Spieler der St. Benedict’s Prep in Newark (Bundesstaat New Jersey), wechselte im Herbst 2018 an die Trinity International School nach Las Vegas (Bundesstaat Nevada). Anschließend spielte er erneut an der St. Benedict’s Prep und kam 2020 an die Trinity International School zurück.
Im Sommer 2021 schloss sich Bangala dem Nachwuchs des französischen Erstligisten ASVEL Lyon-Villeurbanne an. Für die U20-Mannschaft („Espoirs“) erzielte er in 32 Einsätzen während der Saison 2021/22 im Schnitt 13 Punkte sowie 6,6 Rebounds. In der Profimannschaft wurde er nicht eingesetzt. Der deutsche Bundesligist Telekom Baskets Bonn meldete Anfang August 2022 die Verpflichtung des Schweden, der ein Zweitspielrecht für Einsätze beim Drittligisten Dragons Rhöndorf erhielt. Seinen ersten Einsatz bei den Bonnern bestritt Bangala Anfang Oktober 2022 im europäischen Vereinswettbewerb Champions League, den er mit der Mannschaft in der Saison 2022/23 gewann. In der Bundesliga wurde der Schwede während der Saison 2022/23, in der Bonn Meisterschaftszweiter wurde, in einem Spiel eingesetzt.
Bangala wurde in der Sommerpause 2023 von Feyenoord Rotterdam verpflichtet. Für die Mannschaft erzielte der Schwede im Laufe des Spieljahres 2023/24 in der belgisch-niederländischen Liga BNXT 14 Punkte und 9 Rebounds je Begegnung. Im Juni 2024 gab die belgische Mannschaft Kangoeroes Basket Mechelen Bangalas Verpflichtung bekannt. Im Mai 2025 errang er mit Mechelen den BNXT-Meistertitel.

### Nationalmannschaft
Bangala war schwedischer Jugendnationalspieler, im Februar 2023 gab er seinen Einstand in der A-Nationalmannschaft.